# Unió Duanera de la Unió Europea

Unió Europea Unió duanera

La Unió Duanera de la Unió Europea (en anglès, European Union Customs Union; EUCU) és una unió duanera entre tots els estats membres de la Unió Europea i quatre estats no membres. A diferència de la zona de lliure comerç, els membres de la unió duanera imposen una tarifa comuna a les mercaderies exteriors que entren a la unió. Una d'aquestes conseqüències és que els membres de la UE han de negociar en tractats internacionals com una sola entitat, com en els acords comercials internacionals amb l'Organització Mundial del Comerç.

## Països no membres de la Unió Europea
Els països que no són membres de la Unió Europea, però que també formen part de la unió duanera són:
| Estat      | Acord                             | Data | Notes                          |
| ---------- | --------------------------------- | ---- | ------------------------------ |
| Andorra    | Acord entre CEE i Andorra         | 1991 | Exclou els productes agrícoles |
| Monaco     | Tractat Franco-Monegasc           | 1958 |                                |
| San Marino | Cooperació i Acord d'Unió Duanera | 1991 |                                |
| Turquia    | Unió Duanera UE-Turquia           | 1995 | Exclou els productes agrícoles |